# Robert Leighton (duchovní)
Robert Leighton (1611, asi Londýn – 25. června 1684, Londýn) byl duchovní Skotské církve a vysokoškolský pedagog. Působil jako biskup Dunblane a arcibiskup Glasgowa. Byl rovněž principálem (rektorem) Edinburské univerzity.
Jeho knižní pozůstalost se stala základem Leightonovy knihovny (Bibliotheca Leightoniana), která se stala roku 1734 jednou z prvních veřejných knihoven ve Skotsku.